# Nicky Hopkins
Pour les articles homonymes, voir Hopkins.
 (mars 2020).
Si vous disposez d'ouvrages ou d'articles de référence ou si vous connaissez des sites web de qualité traitant du thème abordé ici, merci de compléter l'article en donnant les références utiles à sa vérifiabilité et en les liant à la section « Notes et références ».
Nicky Hopkins est un pianiste et organiste britannique né le 24 février 1944 à Londres et mort le 6 septembre 1994 à Nashville.
Il joue comme musicien de studio sur de nombreux albums, anglais ou américains, de rock ou de pop des années 1960 au début des années 1990, notamment avec les Rolling Stones.

## Biographie
Hopkins souffre dès son enfance de la maladie de Crohn, ce qui l'empêche de jouer trop souvent sur scène et le conduit à favoriser le travail en studio. Dans les années 1960, il devient un musicien de studio recherché, jouant pour Cat Stevens, The Kinks, (Ray Davies lui a dédié la chanson Session Man sur l'album Face to Face), The Move, The Who ou The Beatles. Il rejoint le Jeff Beck Group en 1967, puis le groupe californien Quicksilver Messenger Service en 1969-1970. Il est également membre de l'éphémère groupe Sweet Thursday en 1969.
Nicky Hopkins commence à travailler avec les Rolling Stones en 1966, sur l'album Between the Buttons. Sa collaboration avec le groupe dure jusqu'à l'album Black and Blue (1976) (bien qu'il apparaisse dans les crédits de l'album Tattoo You en 1981, les chansons dans lesquels il joue datent d'avant 1976). Durant cette période, il apparaît surtout sur les ballades du groupe, comme She's a Rainbow, tandis que Ian Stewart tient les claviers sur les titres plus rock. Hopkins joue parfois sur scène avec les Rolling Stones au début des années 1970, lorsque son état de santé le lui permet. C'est lors des sessions de l'album Let It Bleed qu'est enregistré Jamming with Edward!, une collection de jams avec Hopkins, Ry Cooder, Bill Wyman, Charlie Watts et Mick Jagger qui sort en 1972.
Nicky Hopkins décède en 1994 des complications d'une précédente chirurgie intestinale à 50 ans.

## Discographie

### Albums personnels
- 1966 : The Revolutionary Piano of Nicky Hopkins
- 1972 : Jamming with Edward! (Nicky Hopkins, Ry Cooder, Mick Jagger, Bill Wyman, Charlie Watts)
- 1973 : The Tin Man Was a Dreamer (en)
- 1975 : No More Changes

Réalisés au Japon :
- 1992 : The Fugitive
- 1992 : Patio
- 1993 : Namiki Family

### Participations

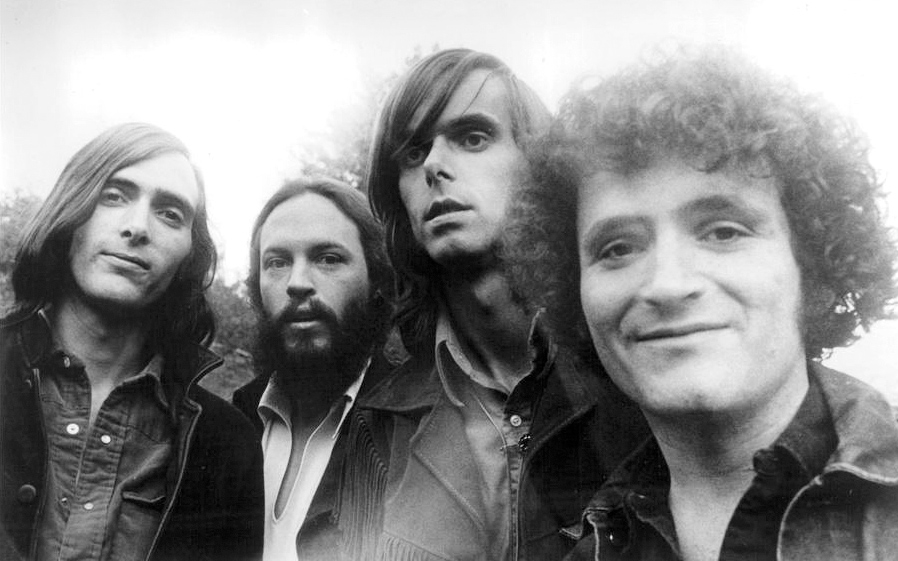
Quicksilver Messenger Service en 1970. Nicky Hopkins est le deuxième en partant de la droite.

- 1965 : The Kink Kontroversy (The Kinks)
- 1965 : My Generation (The Who)
- 1966 : Face to Face (The Kinks)
- 1966 : Between the Buttons (The Rolling Stones)
- 1967 : Matthew and Son (Cat Stevens)
- 1967 : Their Satanic Majesties Request (The Rolling Stones)
- 1968 : Truth (Jeff Beck)
- 1968 : The Move (The Move)
- 1968 : Beggars Banquet (The Rolling Stones)
- 1969 : Red Weather (Leigh Stephens)
- 1969 : Beck-Ola (Jeff Beck)
- 1969 : Volunteers (Jefferson Airplane)
- 1969 : Shady Grove (Quicksilver Messenger Service)
- 1969 : Your Saving Grace (Steve Miller Band)
- 1969 : Let It Bleed (The Rolling Stones)
- 1969 : Family Entertainment (Family)
- 1970 : Just for Love (Quicksilver Messenger Service)
- 1970 : Hey Jude (The Beatles)
- 1970 : What About Me (Quicksilver Messenger Service)
- 1971 : Imagine (John Lennon)
- 1971 : Sticky Fingers (The Rolling Stones)
- 1971 : Who's Next (The Who)
- 1972 : Powerglide (New Riders of the Purple Sage)
- 1972 : Exile on Main Street (The Rolling Stones)
- 1973 : Goats Head Soup (The Rolling Stones)
- 1973 : Living in the Material World (George Harrison)
- 1974 : It's Only Rock 'n Roll (The Rolling Stones)
- 1975 : The Who by Numbers (The Who)
- 1975 : Tommy B.O. du film The Who
- 1975 : Solid Silver (Quicksilver Messager Service)
- 1975 : Let It Rock (Jerry Garcia Band): extraits des concerts du groupe donnés à Berkeley les 17 et 18 novembre 1975, double CD sorti en 2009.
- 1975 : Garcia live : Concert donné le 31 décembre 1975.
- 1976 : Reflections (Jerry Garcia)
- 1976 : Black and Blue (The Rolling Stones)
- 1980 : Flying The Flag (Climax Blues Band)
- 1989 : Flowers in the Dirt (Paul McCartney)
- 1990 : Still Got the Blues (Gary Moore)
- 1992 : The Extremist (Joe Satriani)
- 2001 : New York Times (Adam Bomb) - enregistrement en 1990

- Participations à un titre (liste non exhaustive) :
  - Avec les Who : Anyway, Anyhow, Anywhere (1965)
  - Avec Cat Stevens : claviers sur "Matthew and Son" (1967)
  - Avec les Kinks : Mr. Pleasant (1967), Village Green (1968), Berkeley Mews (1968)
  - Avec les Rolling Stones : She's a Rainbow (1967), Angie (1973), Time Waits for No One (1974), Fool to Cry (1976), Waiting on a Friend (1981)
  - Avec les Beatles : Revolution (1968, version single)
  - Avec Marc Bolan : Jasper C. Debussy (1974)
  - Avec Joe Cocker : You Are So Beautiful (1974)
  - Avec Harry Nilsson : At My Front Door et Remember Christmas sur l'album Son of Schmilsson (Sountrack from the Apple film) (1972)
  - Avec Ringo Starr : No No Song (1972)
  - Avec Meat Loaf : More than you deserve sur l'album Dead Ringer (1981)